# رابرت استاروس (بازیگر)
رابرت استراوس (انگلیسی: Robert Strauss؛ ۸ نوامبر ۱۹۱۳ – ۲۰ فوریهٔ ۱۹۷۵) یک هنرپیشه اهل ایالات متحده آمریکا بود.

## فیلم‌شناسی
از فیلم‌ها یا برنامه‌های تلویزیونی که وی در آن نقش داشته است می‌توان به خارش هفت‌ساله، بازداشتگاه شماره ۱۷ اشاره کرد.